# イントムベの戦い
イントムベの戦い（英語: Battle of Intombi、Intombeとも綴る）は、1879年3月12日に起こったズールー戦争中の戦闘の一つである。英国軍の補給隊がズールー戦士の襲撃を受け、補給物資を奪われる結果となった。